# St. Tiernach's Park
St. Tiernach's Park è uno stadio di proprietà della Gaelic Athletic Association situato a Clones, nella contea di Monaghan, in Irlanda ed ospita le partite casalinghe della squadra di calcio gaelico della contea. Ha ospitato le finali della provincia irlandese di Ulster dal 1970 al 2004, diventando il "successore" di Casement Park. La finale è stata disputata tra 2004 e 2006 a Croke Park, per via della sua maggiore capienza. Nel 2007 la finale tornò a Clones e vide il successo di Tyrone su Monaghan per 1-15 a 1-13. È l'impianto più all'avanguardia dell'intero Ulster e conta 36000 posti a sedere e ci sono indiscrezioni riguarda un probabile finanziamento di 30 milioni di Euro da parte della città di Clones per migliorare ulteriormente lo stadio.

## Tribune
Una delle tribune è chiamata : " Tribuna Gerry Arthurs" e prende il suo nome da Gerry Arthurs ( 1904- 1991) il tesoriere del Concilio dell'Ulster per 32 anni e che fu nominato da un giornale irlandese, il Sunday Tribune, come una tra le prime 125 persone più influenti nella storia della Gaelic Athletic Association. Le altre due tribune sono la Pat McGrane (posti a sedere) e la The Hill.